# 白桐
台湾泡桐（学名：Paulownia kawakamii）为玄参科泡桐属的植物，又名黄毛泡桐（福建）、水桐木（广西）、楸桐（香港）、白背葉（香港）。
小乔木高6-12米，树冠伞形，主干矮；小枝褐灰色，有明显皮孔。叶片心脏形，大者长达48厘米，顶端锐尖头，全缘或3-5裂或有角，两面均有粘毛，老时显现单条粗毛，叶面常有腺；叶柄较长，幼时具长腺毛。花序枝的侧枝发达而几与中央主枝等势或稍短，故花序为宽大圆锥形，长可达1米，小聚伞花序无总花梗或位于下部者具短总梗，但比花梗短，有黄褐色绒毛，常具花3朵，花梗长达12毫米；萼有绒毛，具明显的凸脊，深裂至一半以上，萼齿狭卵圆形，锐头，边缘有明显的绿色之沿；花冠近钟形，浅紫色至蓝紫色，长3-5厘米，外面有腺毛，管基部细缩，向上扩大，檐部2唇形，直径约3-4厘米；雄蕊10-15毫米；子房有腺，花柱长约14毫米。蒴果卵圆形，长2.54厘米，顶端有短嚎，果皮薄，厚不到1毫米，宿萼辐射状，常强烈反卷；种子长圆形，连翅长3-4毫米。花期4-5月，果期8-9月。
分布于臺灣，中国湖北、湖南、江西、浙江、福建、广东、广西、贵州，多数野生，生于海拔200-1500米的山坡灌丛、疏林及荒地。
本种主干低矮，不太适宜造林，但因叶有粘质，不受虫害。